# الفاصوليا الحلوة (فلم)
الفاصوليا الحلوة (باليابانية: あん) هو فيلم دراما ياباني صدر عام 2015 من إخراج نعومي كاواسي. أوه الفيلم الثاني بعد فيلم أتمنى، الذي يجمع النجمات الجدة وحفيدتها كيرين كيكي وكيارا أوتشيدا. تم إختيار الفيلم ليفتتح جائزة نظرة ما في مهرجان كان السينمائي 2015.وهو مقتبس من رواية ملذات طوكيو لمؤلفها دوريان سوكيغاوا.

## حبكة
سينتارو رجل في منتصف العمر يدير متجراً صغيراً لدوراياكي في ضواحي طوكيو. يتردد على المحل السكان المحليون وطلاب المدارس الثانوية على حد سواء. عندما وضع إعلاناً يقول فيه إنه يبحث عن زميل في العمل، اقتربت منه Tokue ، وهي سيدة في منتصف السبعينيات من عمرها، موضحةً أنها أرادت دائمًا العمل في متجر دوراياكي. رفض سينتارو طلبها في البداية، خوفًا من أن يكون العمل أكثر من اللازم للسيدة العجوز التي، علاوة على ذلك، لديها أيدي مشوهة إلى حد ما. ومع ذلك، فقد تردد عندما جرب معجون الفول الذي تعده Tokue. حيث أن طعمه وملمسه أفضل بكثير من معجون الفول المصنوع في المصنع الذي يستخدمه سينتارو. يطلب سينتارو من Tokue البدء في صنع عجينة الفاصوليا معه، موضحًا أنه حتى الآن، لم يعجبه في الواقع منتجه الخاص.

## طاقم العمل
- كيرين كيكي بدور Tokue
- ماساتوشي ناجاسي في دور سينتارو
- كيارا أوشيدا بدور واكانا
- إتسوكو إيتشهارا
- ميوكو أسادا كزوجة صاحب المحل
- ميكي ميزونو

## موضوع الفيلم
يدور الفيلم في المقام الأول حول موضوعات الحرية والفرح، مما يشير إلى أنه من خلال احتضان تجاربنا الحسية قد نحقق حياة أكثر ثراءً ومكافأة. كما كتبت ديبورا يونغ، «إن التيار الخفي الذي يمر عبر الفيلم هو رسالة للتعلم من الطبيعة والاستمتاع بعجائب الحياة لحظة بلحظة، بغض النظر عن الضربات القوية التي تتعرض لها». يرتبط هذا الجانب من الفيلم بعمل المخرجة السابق، «الاهتمام الأساسي الثابت [الذي] كان الرابط غير المعلن بين الإنسان وبيئته».

## روابط خارجية
- Sweet Bean  في قاعدة بيانات الأفلام على الإنترنت (بالإنجليزية)
- الموقع الرسمي
 (باليابانية)
- Synopsis, statement, interview with Kawase and video clips in: Festival de Cannes, 2015 (بالإنجليزية)